# Christopher M. Fairman
Christopher M. Fairman (Kansas, 26 de julho de 1960 – Estados Unidos, 22 de julho de 2015) foi professor universitário de direito na Moritz College of Law da Universidade Estadual de Ohio, e reitor associado do corpo docente. Ele também deu aulas de direito e administração jurídica no C. William O'Neill.
Fairman se notabilizou em 2007 com a criação do artigo jurídico "Fuck", cujo termo linguístico tornou-se um dos materiais mais baixados da internet naquele ano. Além disso, gerou controvérsia em obra publicada por Brian Leiter sobre o material científico mais visto das faculdades em 2006, ao omitir a faculdade onde Fairman trabalhou, alegando que as demais instituições de ensino sequer estariam no Top 15 se o artigo "Fuck" não estivesse presente.
Devido ao sucesso do artigo jurídico, Fairman lançou o livro Fuck: Word Taboo and Protecting Our First Amendment Liberties, publicado pela editora Sphinx em 2009. A obra aborda questões sobre liberdade de expressão, censura e o uso da gíria inglesa fuck na sociedade.

## Carreira
Fairman nasceu em Kansas, nos Estados Unidos. Ele foi consagrado com o "Prêmio Professor de Destaque 2003" pela turma de formandos na Moritz College of Law.
O artigo "Fuck" de Fairman, publicado em 2007 pela Cardozo Law Review, analisa as implicações legais do uso da palavra fuck. O artigo de Fairman rapidamente se tornou um dos artigos jurídicos acadêmicos mais baixados da internet, tornando-se controvérsia na lista do acadêmico Brian Leiter, intitulada "Faculdades de Direito Mais Vistas, 2006" (em inglês: Most Downloaded Law Faculties, 2006) porque Brian Leiter optou por omitir a Escola de Direito da Universidade de Ohio e Emory (onde Fairman era professor visitante) da lista. Leiter argumentou que sem o artigo de Fairman, nenhuma faculdade estaria perto do top 15.
Em 2009, Fairman deu continuidade a este artigo com o livro Fuck: Word Taboo and Protecting Our First Amendment Liberties, publicado pela Sphinx.
As principais áreas de foco de Fairman foram o processo civil e o pleito intensificado.
Posteriormente, Christopher morreu de parada cardíaca, aos 54 anos de idade, em 22 de julho de 2015. No momento de sua morte, o artigo Cardozo Law Review de 2007 de Fairman, "Fuck", ainda estava classificado entre os 20 trabalhos mais baixados na Social Science Research Network.

## Obras publicadas
- Heightened Pleading (em inglês), 81 Tex. L. Rev. 551 (2002)
- "Ethics and Collaborative Lawyering: Why Put Old Hats on New Heads? (em inglês), 18 Ohio St. J. em Disp. Resolução 505 (2003)
- No McJustice for the Fat Kids (em inglês), Legal Times, 17 de fevereiro de 2003, aos 42 anos
- The Myth of Notice Pleading (em inglês), 45 Arizona. L. Rev. 987 (2003)
- An Invitation to the Rulemakers – Strike Rule 9b (em inglês), 38 UC Davis L. Rev. 281 (2004)
- House Follies (em inglês). Legal Times, 13 de junho de 2005, em 76
- A Proposed Model Rule for Collaborative Law (em inglês), 21 Ohio St. J. on Disp. Resolução 73 (2005).
- Fuck (em inglês), 28 Cardozo L. Rev. 1711 (2007).
- Why We Still Need a Model Rule for Collaborative Law: A Reply to Professor Lande (em inglês), 22 Ohio St. J. on Disp. Resolução 707 (2007).
- Fuck: Word Taboo and Protecting Our First Amendment Liberties (em inglês). [S.l.]: Sphinx Publishing. 2009. ISBN 978-1572487116. LCCN 2009016762. OCLC 262433445; Edição Kindle: ASIN B00348UN8E